# قرش متشمس
الجَوَّاب أو القِرش المُتشَمِّس ثاني أنواع القرش حجمًا حيث يصل طولة إلى 12 متراً، ويأكل العوالق بالقرب من سطح المحيط. وصفه علمياً أول مرة عالم الطبيعة النرويجي يوهان إرنست جونيروس (1718-1773).

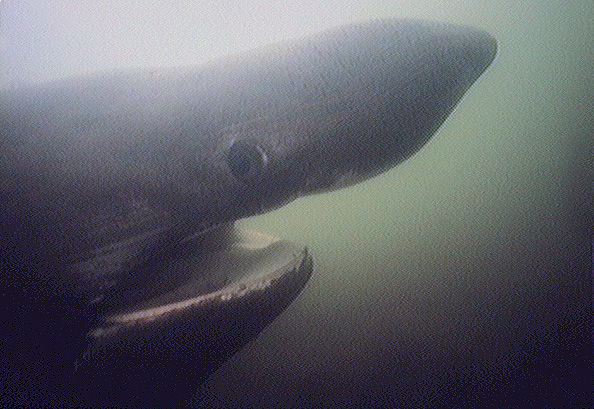
رأس القرش المتشمس.

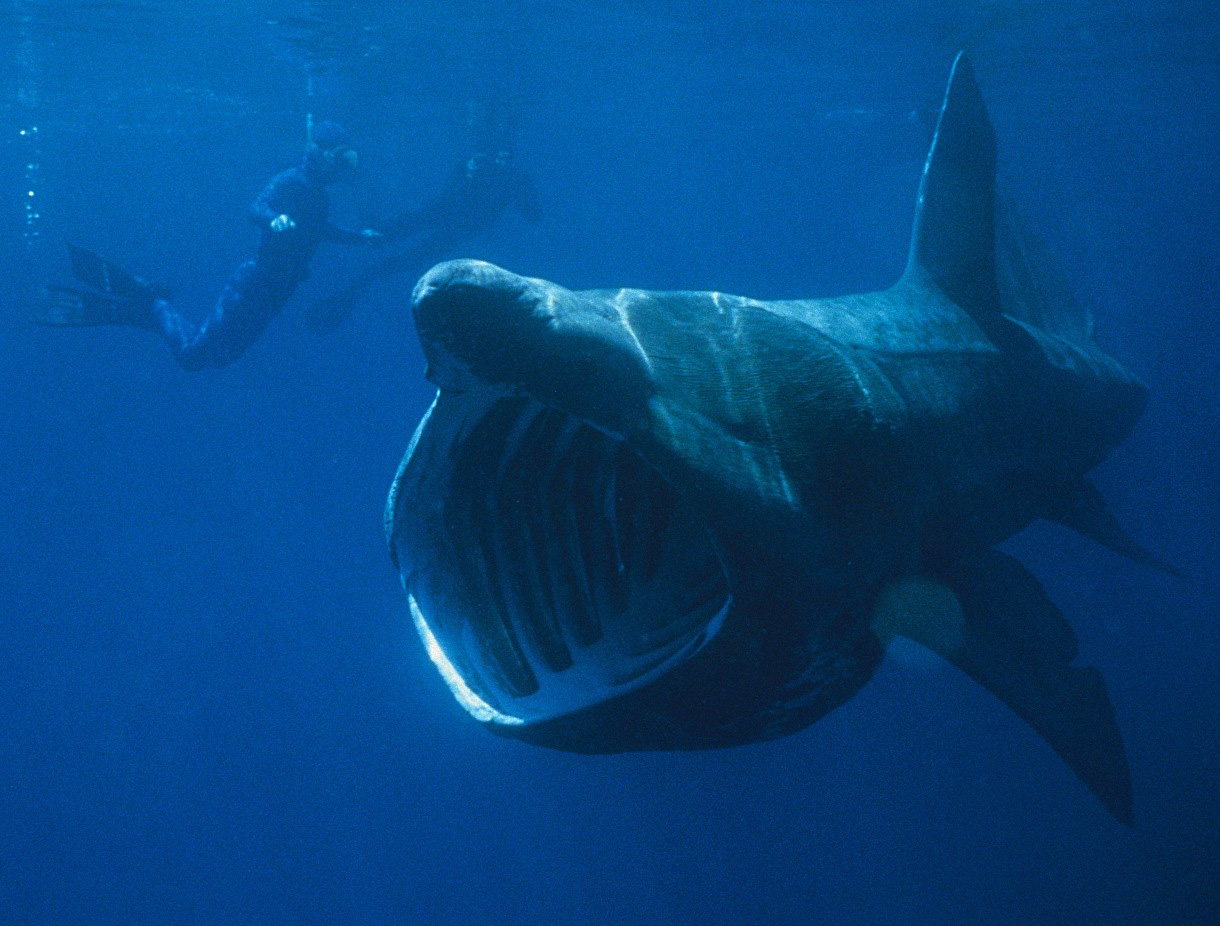
القرش المتشمس وهو يتغذى.